# Rubens Minelli
Rubens Minelli, właśc. Rubens Francisco Minelli (ur. 19 grudnia 1928 w São Paulo, zm. 23 listopada 2023 tamże) – brazylijski piłkarz, grający na pozycji napastnika, trener piłkarski.

## Kariera piłkarska

### Kariera klubowa
Występował w klubach Ypiranga-SP, Nacional-SP, São Paulo, Taubaté i São Bento.

## Kariera trenerska
Karierę szkoleniowca rozpoczął w 1963 roku. Trenował kluby América-SP, Botafogo-SP, Sport, Francana, Guarani FC, SE Palmeiras, Portuguesa, Rio Preto, SC Internacional, São Paulo, Al-Hilal, SE Palmeiras, Atlético Mineiro, Grêmio, Corinthians Paulista, Paraná Clube, Rio Branco-SP, Santos FC, XV de Piracicaba, Ferroviária, Coritiba i Ponte Preta.
Również w 1980 prowadził reprezentację Arabii Saudyjskiej.

## Sukcesy i odznaczenia

### Sukcesy piłkarskie
Taubaté
- mistrz Campeonato Paulista Série A2: 1954

### Sukcesy trenerskie
América-SP
- mistrz Campeonato Paulista Série A2: 1963

Palmeiras
- zdobywca Troféu Ramón de Carranza: 1969
- mistrz Torneio Roberto Gomes Pedrosa: 1969

Internacional
- mistrz Campeonato Gaúcho: 1974, 1975, 1976
- mistrz Campeonato Brasileiro Série A: 1975, 1976

São Paulo
- mistrz Campeonato Brasileiro Série A: 1977

Al-Hilal
- zdobywca Crown Prince Cup: 1979/1980

Grêmio
- mistrz Campeonato Gaúcho: 1985

Paraná
- mistrz Campeonato Paranaense: 1994, 1997